# SWEAT 17 BLUES
『SWEAT 17 BLUES』は日本のロック・バンド四星球が2019年に発表したスタジオ・アルバムである。

## 概要
前作「メジャーデビューというボケ」から約2年1か月ぶり、メジャーレーベルGetting Betterより2作目となるオリジナル・アルバムである。
本作にはシングル曲「お告げ」「鋼鉄の段ボーラーまさゆき」「言うてますけども」のアルバムバージョンや、私立恵比寿中学への提供曲「コミックガール」のセルフカバー、大学の同窓生である高橋久美子とのコラボ曲「交換日記倶楽部」のほか、コント音源を加えた全17曲が収録されている。
アルバムは完全限定生産盤と通常盤の2形態が用意され、完全限定生産盤には2018年9月開催のイベント「平成30年度 四星中学校文化祭」の様子を収めたDVDが付属する。どちらもCD収録内容をスマートフォンで楽しめるプレイパス対応となっている。
対象のCDショップでは2019年1月1日から早期予約キャンペーンを実施し、第1弾では特典として「2019年 四星球"おめでたい"カレンダー」が、第2弾では「四星球"セブンティーン"ステッカー」が予約購入者にプレゼントされた。
1月15日に本作の特設サイトが公開され、アルバムタイトルにちなんで四星球と親交のある17人の著名人からのコメントが寄せられた。17人の著名人は以下の通りである。
- HIROKI（ORANGE RANGE）、岩城福治（佐那河内村長）、渋谷龍太（SUPER BEAVER）、高橋久美子
- 私立恵比寿中学、箭内道彦、こやまたくや（ヤバイTシャツ屋さん）、誠子（尼神インター）
- 森田剛史（セックスマシーン!!）、お～い!久馬（ザ・プラン9）、綾小路翔（氣志團）、住野よる、高橋茂雄（サバンナ）
- 三浦淳、古田新太、友保隼平（金属バット）、棚橋弘至

本作を引っ提げて、3月から6月にかけて全21公演のツーマンツアー「SWEAT 17 BLUES 完成CELEBRATE? TOUR」が開催された。

## 収録内容

### CD
| 全作詞: 北島康雄 (M11のみ高橋久美子と共作)、全作曲・編曲: 四星球。 |                                              |                                      |            |      |
| #                                                                  | タイトル                                     | 作詞                                 | 作曲・編曲 | 時間 |
| 1.                                                                 | 「モスキートーンブルース」                   | 北島康雄 (M11のみ 高橋久美子 と共作) | 四星球     | 3:57 |
| 2.                                                                 | 「四星球聴いたら馬鹿になる」                 | 北島康雄 (M11のみ 高橋久美子 と共作) | 四星球     | 2:12 |
| 3.                                                                 | 「鋼鉄の段ボーラーまさゆき」                 | 北島康雄 (M11のみ 高橋久美子 と共作) | 四星球     | 3:48 |
| 4.                                                                 | 「ラジオネーム いつかのキミ」                | 北島康雄 (M11のみ 高橋久美子 と共作) | 四星球     | 6:14 |
| 5.                                                                 | 「いい歌ができたんだ、この歌じゃないけれど」 | 北島康雄 (M11のみ 高橋久美子 と共作) | 四星球     | 4:24 |
| 6.                                                                 | 「コミックガール」                           | 北島康雄 (M11のみ 高橋久美子 と共作) | 四星球     | 4:51 |
| 7.                                                                 | 「言うてますけども」                         | 北島康雄 (M11のみ 高橋久美子 と共作) | 四星球     | 6:53 |
| 8.                                                                 | 「お告げ」                                   | 北島康雄 (M11のみ 高橋久美子 と共作) | 四星球     | 6:21 |
| 9.                                                                 | 「Teen」                                     | 北島康雄 (M11のみ 高橋久美子 と共作) | 四星球     | 1:44 |
| 10.                                                                | 「ラジオネーム いつかのモリス教授」          | 北島康雄 (M11のみ 高橋久美子 と共作) | 四星球     | 3:11 |
| 11.                                                                | 「交換日記倶楽部 feat. 高橋久美子」          | 北島康雄 (M11のみ 高橋久美子 と共作) | 四星球     | 5:36 |
| 12.                                                                | 「BOY蜜GIRL」                                | 北島康雄 (M11のみ 高橋久美子 と共作) | 四星球     | 5:37 |
| 13.                                                                | 「Soup」                                     | 北島康雄 (M11のみ 高橋久美子 と共作) | 四星球     | 3:51 |
| 14.                                                                | 「SWEAT 17 BLUES」                           | 北島康雄 (M11のみ 高橋久美子 と共作) | 四星球     | 1:16 |
| 15.                                                                | 「SWEAT 71 BLUES」                           | 北島康雄 (M11のみ 高橋久美子 と共作) | 四星球     | 2:17 |
| 16.                                                                | 「フューちゃん」                             | 北島康雄 (M11のみ 高橋久美子 と共作) | 四星球     | 6:10 |
| 17.                                                                | 「発明倶楽部」                               | 北島康雄 (M11のみ 高橋久美子 と共作) | 四星球     | 4:58 |
| 合計時間:                                                          | 合計時間:                                    | 73:47                                |            |      |

### DVD(完全生産限定盤のみ)
1. 平成30年度 四星中学校文化祭 思い出ムービー
2. 四星中学校 校歌 〜思い出ミュージックビデオ〜